# Gérard Cournoyer
Pour l’article homonyme, voir Cournoyer.
Gérard Cournoyer (18 avril 1912-11 novembre 1973) est un avocat et homme politique fédéral et provincial du Québec.

## Biographie
Né à Sorel dans la région de la Montérégie, Gérard Cournoyer étudia au Séminaire de Saint-Hyacinthe et à l'Université de Montréal où il reçut un Baccalauréat en arts et Baccalauréat en droit. Il fut nommé au Barreau du Québec en 1935.
Élu député du Parti libéral du Canada dans la circonscription fédérale de Richelieu—Verchères lors d'une élection partielle déclenchée après le décès du député Pierre-Joseph-Arthur Cardin, il est réélu en 1949. Il démissionna en 1952 pour s'engager en politique provinciale.
Élu député du Parti libéral du Québec dans la circonscription provinciale de Richelieu en 1952, il fut défait par l'unioniste Bernard Gagné en 1956. Redevenu député en 1960, il fut réélu en 1962. Il perdit à nouveau en 1966.
Durant sa carrière provinciale, il a été ministre des Transports et des Communications de 1960 à 1964, du Tourisme, de la Pêche et de la Chasse de 1964 à 1965 et sans portefeuille de 1965 à 1966.
Sa fille, Michèle Cournoyer, est cinéaste d'animation.
Son neveu par alliance, Pierre Paquette, devient député bloquiste de Joliette en 2000.